# Bitka za Monte Cassino
Bitka za Monte Cassino (poznata još kao Bitka za Rim i Bitka za Cassino), niz sastavljen od 4 napada Saveznika na Zimsku liniju u Italiji koju su držali Nijemci i Talijani. Cilj je bio proboj do Rima.
Početkom 1944. zapadna polovina Zimske linije bila je pod čvrstom rukom Nijemaca koji su nadzirali doline rijeke Rapido, Liri i Garigliano, kao i neke od okolnih vrhova i grebenova. Ovi čimbenici činili su Gustavovu liniju. Monte Cassino, drevna opatija na vrhu brda, koju je 529. osnovao sv. Benedikt, dominirala je nad obližnjim gradom Cassinom i ulazima u doline Lirija i Rapida, ali ju Nijemci nisu zauzeli. Ipak, postavili su vojnike na neke položaje na strmim padinama ispod zidina opatije.
Bojeći se da opatija čini dio njemačkih obrambenih linija, prvenstveno kao mjesto za izviđanje, Saveznici su ju odlučili bombardirati 15. veljače, pa su američki bombarderi bacili 1 400 tona bombi na nju. Ruine koje su ostale nakon bombardiranja sada su nudile još bolju zaštitu od zračnih i topničkih napada, pa su njemački padobranci nakon dva dana zauzeli položaje u ruševinama opatije. Između 17. siječnja i 18. svibnja Monte Cassino i Gustavovu liniju Saveznici su napali četiri puta, a u posljednjem napadu sudjelovalo je 20 divizija na liniji duljine 32 km. Njemački branitelji konačno su potisnuti s njihovih položaja, ali po veoma skupoj cijeni.

## Pozadina
Nakon savezničkog napada na Italiju u rujnu 1943. u kojem su sudjelovale dvije vojske pod zapovjedništvom generala Harolda Alexandera, vrhovnog zapovjednika savezničkih snaga u Italiji, uslijedio je napad u smjeru sjevera na dva bojišta, s obiju strana planinskog lanca koji čini "kralježnicu" Italije. Na zapadnom bojištu američka 5. armija, pod zapovjedništvom general-poručnika Marka Clarka, krenula je iz svoje baze u Napulju uz talijansku "čizmu", dok je na istoku Montgomeryjeva britanska 8. armija napredovala uz jadransku obalu.
Zbog teškog terena, kiše i vješte njemačke obrane 5. armija sporo je napredovala. Nijemci su pružali otpor s unaprijed pripremljenih položaja na način osmišljen tako da nanesu najveću moguću štetu, a da se odmah zatim povuku, kupujući vrijeme potrebno za formiranje obrambenih položaja na Zimskoj liniji južno od Rima. Prvobitne procjene kako će Rim pasti do listopada 1943. pokazale su se preoptimističnim.
Iako je 8. armija uspjela probiti njemačku obrambenu liniju na istoku i zauzeti Ortonu, daljnje napredovanje moralo je biti zaustavljeno zbog mećava krajem prosinca koje su onemogućile blisku podršku iz zraka i kretanje po oštrom terenu. Maršruta za Rim s istoka koristeći Autocestu 5 stoga je isključena kao mogućnost, ostavivši u igri dvije ceste iz Napulja prema Rimu, Autocestu 6 i Autocestu 7, kao jedine mogućnosti; Autocesta 7 (stari rimski Apijski put) išla je duž zapadne obale, ali je južno od Rima vodila kroz Pontijsko blato, koje su Nijemci poplavili, dok je Autocesta 6 vodila kroz dolinu Lirija. Nad južnim ulazom u dolinu dominirala su brda iza Cassina. Izvrsno promatranje s vrhova ovih brda omogućilo je Nijemcima uočiti kretanje savezničkih postrojbi, spriječiti bilo kakvo njihovo napredovanje prema sjeveru i usmjeriti zračnu vatru na njih. S linijom savezničkog napada ukrštavala se brza rijeka Rapido (otuda joj i ime), koja izvire u središnjim Apeninima i protječe kroz Cassino te u blizini ulaza u dolinu Lirija (gdje se Liri spaja s Rapidom), nakon čega mijenja ime u Garigliano (koju su Saveznici često zvali "Gari"), pod kojim teče do mora. S jako utvrđenim obrambenim postrojbama na planinama, teškim prijelazima preko rijeka (ne samo da je Rapido bio brz već su Nijemci privremeno skrenuli njegov tok prema vrhu doline kako bi ju potopili i tako bilo kojim napadačima stvorili najteže moguće uvjete za napredovanje kopnom) Cassino je bio ključna točka Gustavove linije i najteži niz obrambenih položaja koji su činili Zimsku liniju.
Zbog povijesnog značaja 14 stoljeća stare benediktinske opatije, u prosincu 1943. vrhovni zapovjednik njemačkih snaga u Italiji, Albert Kesselring, naredio je samu opatiju ne uključiti u svoje obrambene položaje i o tome je obavijestio Vatikan i Saveznike.:str. 77
Neki saveznički izviđački zrakoplovi uočili su njemačke postrojbe unutar opatije. Opatija je imala izvrstan pogled na okolna brda i doline i stoga je bila prirodna točka za njemačke zračne promatrače. Postalo je razvidno kako će, ako opatija nekad bude srušena, Nijemci zauzeti te ruševine i iskoristiti ih za formiranje obrambenih položaja. Na kraju, međutim, vojne rasprave u vezi s rušenjem opatije više su se oslanjale na možebitnu prijetnju (stvarnu ili zamišljenu) nego na njeno stvarno zauzimanje.

## Prva bitka

### Planovi i pripreme
Plan zapovjednika američke 5. armije, Marka Clarka, podrazumijevao je da britanski X. korpus, koji se nalazio lijevo, na bojišnici duljine 32 km, krene u napad 17. siječnja 1944. preko Garigliana blizu obale mora (britanska 5. i 56. divizija). Britanska 46. divizija trebala je napasti u noći 19. siječnja preko Garigliana ispod mjesta njegovog spajanja s Lirijem kako bi s desne strane pružila podršku glavnom napadu koji će izvesti američki II. korpus. Glavni proboj II. korpusa počeo je 20. siječnja kad je 36. divizija (Teksaška) krenula u napad preko nabujalog Rapida 8 km nizvodno od Cassina. Istodobno, Francuski ekspedicijski korpus, pod zapovjedništvom generala Alphonsea Juina, nastavio je sa svojim "desnim krošeom" prema Monte Cairu, vratima za Gustavovu i Hitlerovu liniju. Zapravo, Clark nije vjerovao kako ima mnogo izgleda za rani proboj:str. 26, ali je osjećao kako će ovi napadi odvući njemačke pričuvne snage od područja Rima na vrijeme za napad na Anzio, gdje je VI. korpus (britanska 1. i američka 3. divizija) trebao izvršiti vodozemni desant 22. siječnja. Saveznici su se nadali kako će ovaj desant, zbog čimbenika iznenađenja i brzog kretanja u unutrašnjost prema Albanskom gorju, koje nadzire obje autoceste (6 i 7), biti prijetnja za pozadinu branitelja Gustavove linije, kao i za rute snabdijevanja, što bi možda uznemirilo njemačke zapovjednike i uzrokovalo da narede povlačenje s Gustavove linije na položaje sjeverno od Rima. Iako bi ovo bilo u skladu s njemačkom taktikom iz prethodna 3 mjeseca, saveznički obavještajci nisu shvatili da se strategija povlačenja koristi samo kako bi se dobilo na vremenu za pripremiti Gustavovu liniju, gdje se Nijemci namjeravaju utvrditi. Procjena savezničkih planova stoga je bila preoptimistična.:str. 27
5. armija došla je do Gustavove linije tek 15. siječnja nakon 6 tjedana teških borbi da probije posljednjih 11 km kroz položaje na Bernhardtovoj liniji, tijekom čega je izgubila više od 16 000 vojnika.:str. 30 Jedva da je imala vremena pripremiti novi napad, da se i ne spominju odmor i reorganizacija koji su zaista trebali 5. armiji nakon 3 mjeseca žestokih borbi sjeverno od Napulja. Međutim, zbog činjenice da bi vrhovni saveznički zapovjednici učinili desantne čamce dostupnima samo do početka veljače, desant na Anzio morao se izvršiti krajem siječnja, uz nadzirani napad na Gustavovu liniju 3 dana kasnije.

### Prvi napad: X. korpus slijeva (17. siječnja)
Prvi napad izvršen je 17. siječnja. U blizini obale, britanski X. korpus (56. i 5. divizija) prešao je Garigliano (2 dana kasnije isto je uradila 46. divizija na desnom boku), zadavši generalu Von Sengeru, zapovjedniku XIV. oklopnog korpusa i odgovornom za obranu Gustavove linije na njenom jugozapadnom dijelu, ozbiljne brige u vezi s mogućnošću 94. pješačke divizije obrane linije. Odgovarajući na Von Sengerovu zabrinutost, Kesselring naređuje da 29. pješačka i 90. motorizirana divizija, koje su se nalazile na području Rima, osiguraju pojačanje. Postoje neka nagađanja o tome što je moglo biti da je X. korpus imao dovoljno vojnika u pričuvi da iskoristi svoj uspjeh i izvrši odlučujući proboj. Korpus nije imao viška ljudi, ali sigurno je da bi bilo vremena za promjenu općeg plana bitke i otkazati ili promijeniti središnji napad američkog II. korpusa kako bi vojnici bili dostupni isforsirati stvari na jugu prije nego njemačka pojačanja stignu na svoje položaje. Kako se ispostavilo, zapovjedništvo 5. armije nije obratilo dovoljno pažnje na slabost njemačkih položaja i plan je ostao nepromijenjen. Dvije divizije iz Rima stigle su do 21. siječnja i stabilizirale njemačke položaje na jugu. Međutim, plan je u jednoj stvari ipak bio uspješan jer je odvukao Kesselringove pričuvne postrojbe na jug. Tri divizije X. korpusa izgubile su 4 000 vojnika tijekom prve bitke.:str. 90

### Glavni napad: II. korpus u središte (20. siječnja)
Središnji proboj koji je izvršila američka 36. divizija počeo je 3 sata po zalasku Sunca 20. siječnja. Nedostatak vremena za pripremu značio je kako je prilaz rijeci još uvijek bio opasan zbog neočišćenih minskih polja i improviziranih ubojitih naprava, a tehnički jako zahtjevan prijelaz preko rijeke nije bio do kraja isplaniran i uvježban. Iako je jedan bataljun 143. regimente uspio preći Rapido na južnoj strani San Angela, a 2 postrojbe 141. regimente na sjevernoj, bili su izolirani većinu vremena, a savezničke oklopne postrojbe nikad nisu bile u mogućnosti prijeći rijeku, što ih je ostavilo veoma ranjivim na protunapade tenkova i samohodnih topova 15. motorizirane divizije generala Eberharda Rodta. Južna skupina bila je prisiljena vratiti se preko rijeke do sredine jutra 21. siječnja. General bojnik Geoffrey Keyes, zapovjednik II. korpusa, izvršio je pritisak na general-bojnika Freda Walkera iz 36. divizije odmah obnoviti napad. Dvije regimente još jednom su napale, ali ni s malo više uspjeha protiv dobro utvrđene 15. motorizirane divizije. 143. regimenta prebacila je 2 bataljuna preko rijeke, ali opet nisu imali tenkovsku podršku i bili su razoreni kad je Sunce izašlo narednog dana. 141. regimenta također je prebacila 2 bataljuna i usprkos nedostatku tenkovske podrške uspjeli su napredovati 1 km. Međutim, nakon svanuća narednog dana i oni su pokošeni te su do večeri 22. siječnja praktično prestali postojati; samo 40 ljudi vratilo se do savezničkih položaja. Ovaj napad skupo je koštao 36. diviziju: u 48 sati ubijeno je, ranjeno ili nestalo 2 100 vojnika.:str. 59

### Pokušaj II. korpusa sjeverno od Cassina (24. siječnja)
Sljedeći napad pokrenut je 24. siječnja. Američki II. korpus, čija je 34. pješačka divizija pod zapovjedništvom generala Charlesa W. Rydera predvodila napad, uz francuske postrojbe na desnom boku, krenuo je u napad preko poplavljene doline Rapida sjeverno od Cassina prema planinama iza njega s namjerom poslije skrenuti ulijevo i napasti Monte Cassino s visine. Iako je prelazak preko rijeke olakšan činjenicom kako je Rapido plići sjeverno od Cassina, poplava je objema postrojbama otežala kretanje prema prilazima. Preciznije, oklopna vozila mogla su se kretati jedino stazama prekrivenim čeličnim pločama i 34. diviziji trebalo je 8 dana krvavih borbi na poplavljenom terenu kako bi potisnula 44. diviziju generala Friedricha Franeka i uspostaviti uporište u planinama.

### Francuske snage zadržane na desnom boku
Na desnom boku marokansko-francuske postrojbe od početka su dobro napredovale protiv njemačke 5. planinske divizije pod zapovjedništvom generala Juliusa Ringela, osvojivši položaje na padinama njihovog glavnog cilja, Monte Cifalca. Isturene postrojbe alžirske 3. divizije također su zaobišle Monte Cifalco i zauzele Monte Belvedere i Colle Abate. General Juin bio je uvjeren da se koristeći sjevernu maršrutu Cassino može zaobići, a njemačke obrambene postrojbe istjerati, ali njegov zahtjev da pričuvne postrojbe zadrže ovaj impuls napredovanja odbijen je, a jedna preostala pričuvna regimenta (36. divizije) poslana je kao pojačanje 34. diviziji:str. 63-64, 68 Do 31. siječnja Francuzi su stali kod Monte Cifalca, koji je još bio u njemačkim rukama, a s kojeg se pružao čist pogled na francuske i američke bokove i rute snabdijevanja. Dvije marokansko-francuske divizije izgubile su 2 500 vojnika u borbama oko Monte Belvederea.:str. 91

### II. korpus u planinama sjeverno od Cassina
Na američku 34. diviziju (uz pomoć 142. regimente 36. divizije) spao je zadatak boriti se južno duž lanca brda, prema grebenu na južnom kraju Samostanskog brda. Odatle su se mogli probiti dalje u dolinu Lirija iza branitelja Gustavove linije. To je bilo vrlo teško: planine su bile stjenovite, s mnogo gromada i ispresijecane uvalama i jarugama. Kopanje zaklona u stjenovitom terenu nije dolazilo u obzir, a svako od spomenutih geomorfoloških obilježja bilo je izloženo vatri s okolnih uzvisina. Ni s uvalama nije bilo ništa bolje pošto su bile obrasle štipavcem koji nije pružao nikakav zaklon, zasijane minama, improviziranim ubojitim napravama i skrivenom bodljikavom žicom. Nijemci su imali 3 mjeseca za pripremiti obrambene položaje koristeći dinamit i nagomilati zalihe municije i opreme. Nije bilo prirodnih skloništa, a vrijeme je bilo kišovito i ledeno.
Do početka veljače američko pješaštvo zauzelo je stratešku točku blizu zaseoka San Onofrio, udaljenog nešto više od 1 km od opatije, a do 7. veljače jedan bataljun došao je do Točke 445, zaobljenog vrha brda odmah ispod samostana i udaljenog manje od 370 m. Jedna američka postrojba uspjela je izvršiti izviđanje odmah ispod zidina opatije koje su bile nalik stijenama, a monasi su svjedočili razmjeni vatre između američkih i njemačkih patrola. Ipak, pokušaje zauzimanja Monte Cassina prekinula je žestoka mitraljeska vatra s padina ispod samostana. Usprkos svom velikom trudu i borbi, 34. divizija nikad nije uspjela zauzeti posljednje redute na Brdu 593 (Nijemcima poznato kao Brdo kalvarije), koje je držao 3. bataljun njemačke 2. padobranske regimente, a koje je dominiralo grebenom prema samostanu.

### Posljedice
11. veljače, nakon neuspješnog završnog trodnevnog napada na brdo i grad Cassino, Amerikanci su se povukli. Nakon 2 i pol tjedna teških borbi, II. korpus bio je istrošen. Akcije 34. divizije u planinama smatrane su jednim od najboljih pothvata bilo kojih vojnika tijekom rata.:str. 87 Zauzvrat su pretrpjeli gubitke od oko 80% u pješačkim bataljunima (oko 2200 vojnika).:str. 91
Na vrhuncu bitke u prvim danima veljače general Von Senger und Etterlin premjestio je 90. diviziju s bojišnice na Gariglianu na položaje sjeverno od Cassina i bio je toliko uznemiren stupnjem osipanja postrojbe da je "skupio svu veličinu svojih ovlasti kako bi zatražio prekidanje bitke za Cassino i zauzimanje sasvim nove linije... zapravo, položaj sjeverno od mostobrana u Anziju".:str. 69  Kesselring je odbio zahtjev. U ključnom trenutku Von Senger je bio u mogućnosti angažirati 71. pješačku diviziju ostavivši 15. motoriziranu na svom mjestu.
Tijekom bitke bilo je prilika kada su se, uz mudriju upotrebu pričuvnih postrojbi, obećavajuće pozicije mogle pretvoriti u odlučujuće poteze. Neki povjesničari sugeriraju da se ovaj neuspjeh u kapitaliziranju početnog uspjeha može pripisati nedostatku iskustva generala Clarka. Međutim, vjerojatnije je kako je on, jednostavno, imao previše toga učiniti jer je bio odgovoran i za napade na Cassino i na Anzio. U prilog ovom stajalištu ide nesposobnost generala Truscotta, kao što će biti spomenuto kasnije, kontaktirati s njim u ključnom trenutku proboja u Anziju u vrijeme četvrte bitke kod Cassina. Dok je general Alexander odabrao (zbog savršeno logične argumentacije za koordinaciju) da napadi na Cassino i Anzio budu pod zapovjedništvom jednog zapovjednika odlučivši da se bojišnica na Gustavovoj liniji podijeli između američke 5. i britanske 8. armije, Kesselring je odlučio formirati odvojenu 14. armiju sa zadatkom boriti se kod Anzija, ostavivši Gustavovu liniju samo u rukama 10. armiju generala Heinricha von Vietinghoffa.
Povučene američke postrojbe zamijenio je Novozelandski korpus (2. novozelandska i 4. indijska divizija) iz britanske 8. armije na jadranskom bojištu. Zapovjednik ovog korpusa bio je general-poručnik Bernard Freyberg.

## Druga bitka: Operacija "Osvetnik"

### Pozadina
Pošto se II. korpus suočavao s teškom prijetnjom u Anziju, Freyberg je bio pod jednako teškim pritiskom pokrenuti napad u Cassinu koji bi olakšao stanje II. korpusu. Stoga je još jednom napad počeo, a da napadači nisu bili potpuno pripremljeni. Također, zapovjedništvo korpusa nije u potpunosti procijenilo teškoću dovođenja 4. indijske divizije na položaj u planinama i njenog snabdijevanja na grebenima i u dolinama sjeverno od Cassina (koristeći mule duž 11 km dugih kozjih staza na terenu koji pruža potpun pogled na samostan, izloženih preciznoj topničkoj vatri - odatle naziv Dolina smrti). Ovo je evidentirano u zabilješkama general-bojnika Howarda Kippenbergera, zapovjednika novozelandske 2. divizije, nakon rata:
Freybergov plan bio je nastavak prve bitke: napad sa sjevera duž planinskih grebena te napad s jugoistoka duž željezničkih pruga i zauzimanje željezničke postaje preko puta Rapida nešto više od 1 km južno od Cassina. Uspjeh bi stegao Cassino u obruč i otvorio dolinu Lirija. Međutim, Freyberg je obavijestio svoje nadređene kako vjeruje, s obzirom na okolnosti, da ne postoji više od 50% izgleda za uspjeh napada.:str. 107

### Uništavanje opatije
Mišljenja nekih savezničkih časnika bila su usredotočena na veliku opatiju na Monte Cassinu. Iz njihove perspektive, upravo je opatija i njena pretpostavljena uporaba od Nijemaca za topničko promatranje spriječila proboj Gustavove linije.
Britanski tisak i C. L. Sulzberger iz The New York Timesa često su i uvjerljivo te s dosta (često izmišljenih) pojedinosti pisali o njemačkim promatračnicama i topničkim pozicijama unutar opatije.:str. 161 Vrhovni zapovjednik savezničkog zrakoplovstva na Sredozemlju, general-poručnik Ira Eaker i general-poručnik Jacob Devers (zamjenik generala Henryja Maitlanda Wilsona, vrhovnog zapovjednika savezničkih snaga na Sredozemnom bojištu) osobno su tijekom jednog leta uočili "radiotoranj... njemačke odore kako se suše u dvorištu opatije; [i] mitraljeske položaje 46 m od zidina opatije".:str. 185 i onoga u knjizi Hapgooda i Richardsona (zasnovanog na snimljenom Richardsonovom razgovoru s Eakerom):str. 185. Službena povijest kaže kako je let izvršen u Piper Cubu na visini "manjoj od 200 stopa" (60 m), dok se u potonjoj knjizi navodi da su letjeli u L-5 Sentinelu na visini između 365 i 455 m i da su zrakoplov s generalima pratila 3 lovca-bombardera leteći oko 300 m iznad njih. Konfuziju u vezi s tipom zrakoplova lako je razumjeti pošto su oba veoma slična. Razliku u visini na kojoj su letjeli možda je moguće objasniti time da se jedna od njih odnosi na visinu iznad opatije, a druga na visinu iznad najniže točke doline. General-bojnik Geoffrey Keyes iz II. korpusa također je nekoliko puta preletio iznad opatije; zatim je izvijestio obavještajce 5. armije kako nije primijetio nijedan dokaz da su Nijemci u opatiji. Kad je obaviješten o tvrdnjama drugih kako su vidjeli Nijemce u opatiji, rekao je: "Gledali su toliko dugo da im se priviđaju stvari".:str. 169
Mišljenje u zapovjedništvu Novozelandskog korpusa, kao što je navedeno u Kippenbergerovim zabilješkama, bilo je da Nijemci koriste opatiju kao glavni osmatrački punkt za topništvo jer je tako savršeno smještena za tu svrhu da se nijedna vojska ne bi mogla suzdržati od toga. Ne postoje jasni dokazi za ovo, ali on je zapisao da je, s vojne tačke gledišta, trenutna zauzetost opatije bila beznačajna:
General-bojnik Francis Tuker, čija će 4. indijska divizija imati zadatak napasti brdo, dao je svoju procjenu situacije. U nedostatku iscrpnih izvještaja obavještajaca u stožeru 5. armije, u napuljskoj knjižari pronašao je knjigu iz 1879. u kojoj su se nalazile pojedinosti o konstrukciji opatije. U svojoj poruci Freybergu zaključio je kako bi opatija, bez obzira na to je li trenutno bila u njemačkim rukama, trebala biti uništena kako bi se spriječilo njeno učinkovito zauzimanje (tj. ono koje bi Nijemcima dalo prednost). Također je istaknuo da, jer su zidovi opatije visoki 45 m, a građeni od kamenih blokova debljine i do 3 m, inženjeri ne bi mogli ništa učiniti i da je jedino rješenje bombardiranje tzv. blockbuster bombama, pošto bi bombe od 450 kg bile "gotovo beskorisne":str. 114-115. Tuker je rekao da ne može biti naveden napasti "osim ako je garnizon doveden do bespomoćnog ludila neprestanim zračnim i topničkim bombardiranjem danju i noću".
11. veljače 1944. v. d. zapovjednika 4. indijske divizije, brigadir Harry Dimoline, zatražio je bombardiranje opatije. Tuker je iz bolničkog kreveta u Caserti, gdje se oporavljao od ozbiljnog napada tropske groznice (koja mu se u međuvremenu vratila), ponovo iznio svoj stav o bombardiranju opatije. Freyberg je sutradan podnio svoj zahtjev. Ovaj zahtjev uveliko su proširili planeri u zrakoplovstvu, a vjerojatno su ga podržali i Eaker i Devers. Oni su tražili priliku pokazati mogućnosti američkog zrakoplovstva u podršci kopnenim snagama. General Clark iz 5. armije i njegov šef stožera, general-bojnik Alfred Gruenther, ostali su neuvjereni u "vojnu nužnost". Predajući poziciju II. korpusa Novozelandskom korpusu, brigadni general J. A. Butler, zamjenik zapovjednika američke 34. divizije, rekao je: "Ne znam, ali ne vjerujem da je neprijatelj u samostanu. Sva vatra dolazila je s padina ispod njegovih zidina.:str. 122 Konačno, Clark, "koji nije želio bombardiranje samostana", "stisnuo" je vrhovnog zapovjednika savezničkih postrojbi u Italiji, generala Harolda Alexandera, preuzeti odgovornost: "Rekao sam: 'Dajte mi izravnu naredbu i učinit ćemo to' i on ju je dao.":str. 173
U bombašku misiju 15. veljače ujutro poslana su 142 teška bombardera B-17 "Leteće tvrđave", te 47 B-25 Mitchella i 40 B-26 Maraudera (srednji bombarderi). Oni su na opatiju ukupno bacili 1 150 tona zapaljivih i bombi s razornim eksplozivom, pretvorivši čitav vrh Monte Cassina u zadimljenu gomilu ruševina. Između bombaških napada topništvo II. korpusa također je granatiralo brdo. Mnogi saveznički vojnici i ratni dopisnici radosno su uzvikivali dok su promatrali ovaj prizor. Eaker i Devers također su gledali; netko je čuo kako je Juin rekao "...ne, nikad ne će prispjeti nigdje na ovaj način". Clark i Gruenther odbili su prisustvovati i ostali su u stožeru. Istog tog popodneva i narednog dana, u agresivnom nastavku, otvorena je dodatna topnička baražna vatra i poslano je još 59 lovaca-bombardera koji su ponovo gađali ruševine opatije. Njemački položaji na Točki 593 iznad i ispod opatije ostali su netaknuti.
Zračni napad, međutim, nije bio koordiniran između zračnog i kopnenog zapovjedništva: tajming su određivale zračne snage, pretvarajući svoj pohod u posebnu operaciju, uzimajući u obzir vremenske prilike, i pokušavajući ga uskladiti s potrebama na drugim bojišnicama ne obavijestivši o tome kopnene snage. Zaista, indijske postrojbe na Zmijskoj glavi ostale su u iznenađenju kad je bombardiranje zapravo počelo.:str. 142 Napad je izvršen 2 dana prije no što su novozelandske snage bile spremne pokrenuti svoj glavni napad. Mnoge postrojbe preuzele su položaje II. korpusa tek 13. veljače, a osim teškoća u planinama, pripreme u dolini također su usporene teškoćama u snabdijevanju novopridošlih postrojbi dovoljnom količinog ratnog materijala za napad punih razmjera zbog kontinuirano lošeg vremena, poplave i terena natopljenog vodom.

### Nakon bombardiranja
Papa Pio XII. nije se oglasio nakon bombardiranja; međutim, državni tajnik Svete Stolice Luigi Maglione otvoreno je rekao glavnom američkom diplomatu u Vatikanu, Haroldu Tittmannu, da je bombardiranje bilo "...kolosalna grješka... jako glupa stvar".:str. 225
Iz svih istraga koje su uslijedile razvidno je kako su jedini ljudi koji su ubijeni u bombardiranju opatije bili 230 talijanskih civila koji su u opatiji tražili utočište.:str. 211 Nema dokaza da su bombe koje su tog dana bačene na opatiju ubile ijednog njemačkog vojnika. Međutim, uzevši u obzir nepreciznost bombardiranja (procijenjeno je kako je samo 10% bombi iz teških bombardera, bačenih s velike visine, pogodilo opatiju), bombe jesu pale na druga mjesta ubivši nešto njemačkih, ali i savezničkih vojnika, iako to nije bilo s namjerom. Zaista, 16 bombi pogodilo je bazu V. korpusa u Presenzanu, 27 km od Monte Cassina, i eksplodiralo samo nekoliko metara od prikolice u kojoj je general Clark sređivao papirologiju.:str. 203
Dan nakon bombardiranja, s prvim zracima Sunca, većina preostalih civila pobjegla je iz opatije. Ostalo je samo oko 40 ljudi: 6 monaha, koji su preživjeli u dubokim kriptama opatije, njihov 79-godišnji opat Gregorio Diamare, 3 farmerske obitelji koje su živjele u opatiji, napuštena djeca ili ona koja su ostala siročad, teški ranjenici i oni koji su bili na samrti. Nakon baražne topničke vatre, ponovnog bombardiranja i napadâ 4. indijske divizije na greben, monasi su odlučili napustiti svoj uništeni dom 17. veljače oko 7:30 s ostalima koji su se mogli kretati. Stari opat vodio je skupinu niz stazu za mule prema dolini Lirija, krasnosloveći molitvu. Nakon što su stigli u njemačku postaju za prvu pomoć, neki od teže ranjenih, koje su monasi nosili na rukama, prebačeni su u vojnu ambulantu. Poslije sastanka s njemačkim časnikom monasi su odvezeni u samostan Sant'Anselmo. 18. veljače opat se susreo sa zapovjednikom XIV. oklopnog korpusa, general-poručnikom Fridolinom von Sengerom und Etterlinom.:str. 221 Jedan monah, Carlomanno Pellagalli, vratio se u opatiju; kad su ga njemački padobranci kasnije vidjeli kako tumara opatijom, mislili su da je duh. Nakon 3. travnja nije više viđen.
Danas je poznato kako su Nijemci imali dogovor s monasima ne koristiti opatiju za vojne svrhe sve dok su oni (monasi) u njoj. Nakon njenog uništenja, padobranci 1. njemačke padobranske divizije zauzeli su ruševine i pretvorili ih u tvrđavu i promatračnicu, što je postalo ozbiljna teškoća za savezničke napadačke snage.

### Bitka
U sljedećoj noći nakon bombardiranja jedna postrojba 1. bataljuna Kraljevske regimente Sussex (jedna od britanskih postrojbi u sklopu 4. indijske divizije) napala je ključnu Točku 593 sa svog položaja udaljenog 65 m od Kockavicinog grebena. Napad nije uspio, a postrojba je prepolovljena gubicima.
Naredne noći istoj regimenti naređeno je napasti u broju jednakom bataljunu. Početak je bio iznimno loš. Topništvo se nije moglo izravno koristiti za gađanje Točke 593 zbog blizine i rizika da od njenog granatiranja nastradaju savezničke postrojbe. Zbog toga je planirano granatiranje Točke 575 s koje su neprijatelji vatrom pokrivali branitelje Točke 593. Topografija terena bila je takva da granate ispaljene na Točku 575 moraju letjeti jako nisko iznad Kockavicinog grebena, a tijekom borbe neke su pale među napadačke postrojbe koje su se okupljale. Nakon reorganizacije, napad je počeo u ponoć. Borba je bila brutalna, često prsa u prsa, ali su odlučni branitelji izdržali i bataljun Sussex opet je poražen, pretrpjevši i ovog puta gubitke veće od 50%. U 2 noći regimenta Sussex izgubila je 12 od 15 časnika i 162 od 313 vojnika koji su sudjelovali u napadu.
U noći 17. veljače izvršen je glavni napad. 6. radžputanska regimenta napala je Točku 593 preko Kockavicinog grebena, a istrošena regimenta Sussex zadržana je u pričuvi. 9. Gurka regimenta trebala je napasti Tačku 444. U međuvremenu, 2. Gurka regimenta imala je zadatak očistiti padine i uvale u izravnom napadu na opatiju. Teren je bio jako težak, ali vladala je nada kako će Gurke, koje su s Himalaja i koje se jako dobro snalaze na planinskom terenu, uspjeti izvršiti zadatak. No, ova se nada pokazala slabom. Borba je ponovo bila brutalna, ali nije postignut nikakav napredak, a gubici su bili veliki. Radžputanci su izgubili 196 časnika i vojnika, 9. Gurka 149, a 2. Gurka 96. Postalo je razvidno da je napad propao i 18. veljače Dimoline i Freyberg opozvali su napad na opatiju.
U drugoj polovini glavnog napada 2 postrojbe Maorskog bataljuna iz Novozelandske divizije isforsirale su prelazak preko Rapida i pokušale zauzeti željezničku postaju u Cassinu. Namjera je bila osigurati perimetar kako bi inženjerijske postrojbe napravile nasip preko kojeg bi tenkovi mogli doći u podršku. Uz pomoć skoro stalno prisutne dimne zavjese koju je uzrokovalo savezničko topništvo i zbog koje njemačke baterije na brdu nisu mogle dobro gađati, Maori su uspjeli zadržati svoje položaje u većem dijelu dana. Njihova izolacija i nedostatak tenkovske podrške, kao i protutenkovskog oružja ishodovale su beznadnim stanjem, no tad je konačno počeo tenkovski protunapad 18. veljače popodne. Maorima je naređeno vratiti se do rijeke kad je zapovjedništvu postalo razvidno da pokušaji proboja ni u planinama ni duž nasipa ne će biti uspješni. Bilo je veoma tijesno. Nijemci su bili veoma uzbunjeni zauzimanjem željezničke postaje i, prema zabilježenom razgovoru između Kesselringa i Von Vietinghoffa, zapovjednika 10. oklopne divizije, nisu očekivali da će njihov protunapad uspjeti.:str. 161

## Treća bitka

### Planovi
Za treću bitku odlučeno je da, dok traju zimski uvjeti, prelazak preko Rapida nizvodno od Cassina nije privlačna mogućnost (nakon loših iskustava u prvim dvjema bitkama). "Desni kroše" u planinama također je bio skup neuspjeh, pa je odlučeno pokrenuti 2 simultana napada sa sjevera duž doline Rapida: jedan prema utvrđenom gradu Cassinu, a drugi prema brdu s opatijom. Ideja je bila očistiti put kroz suženje između grada i brda kako bi se omogućio prilaz željezničkoj postaji na jugu, a time i dolini Lirija. Britanska 78. pješačka divizija, koja je stigla krajem veljače i stavljena pod zapovjedništvo Novozelandskog korpusa, prešla bi zatim Rapido nizvodno od Cassina i počela proboj prema Rimu.
Nitko od savezničkih zapovjednika nije bio zadovoljan ovim planom, ali nadali su se kako će uvodno bombardiranje iz teških bombardera biti njihov adut. Bila su potrebna 3 dana lijepog vremena i napad je odgađan 21 uzastopni dan, pa su postrojbe morale čekati u hladnoći i vlazi na bolje vremenske prilike. Stvari je pogoršao i gubitak bojnika Kippenbergera, zapovjednika 2. novozelandske divizije, kojeg je ranila mina, nakon čega je izgubio oba stopala. Zamijenio ga je brigadir Graham Parkinson. Dobra vijest bila je da je njemački protunapad u Anziju propao i da je opozvan.

### Bitka
Treća bitka počela je 15. ožujka. Nakon što je u roku od 3 i pol sata (počevši od 08:30) iz zrakoplova bačeno 750 tona 450-kilogramskih bombi s odgođenim paljenjem Novozelanđani su napredovali pod strahovitom baražnom paljbom iz 746 komada topničkog oružja. Uspjeh je ovisio o iskorištavanju paralizirajućeg učinka ovog bombardiranja. Ipak, ono nije bilo usredotočeno: samo je 50% bombi palo milju udaljenosti od meta ili manje, a 8% unutar radijusa od 900 m, ali je između njega i granatiranja ubijeno oko polovine od 300 padobranaca u gradu. Nijemci su se okupili brže no što su Saveznici očekivali, a savezničke tenkove usporavali su krateri od bombi. Usprkos tome, Novozelanđanima je uspjeh bio nadohvat ruku, ali je do večeri, kad je naređen novi napad na lijevom boku, već bilo prekasno: obrana se reorganizirala, a što je bilo još kritičnije, kiša je ponovo počela padati, iako su prognoze govorile suprotno. Pljusak je poplavio kratere od bombi, pretvarajući ruševine u baruštine i potpuno onemogućivši komunikaciju jer radiooprema nije mogla izdržati toliku vodu i vlagu. Tamni kišni oblaci također su zaklonili mjesečinu, otežavajući zadatak čišćenja ruta kroz ruševine. U noći su Novozelanđani zauzeli brdo s dvorcem i Točku 165, a, kako je i planirano, dijelovi indijske 4. pješačke divizije, kojom je sad zapovijedao general-bojnik Alexander Galloway, napali su Točku 236, a zatim Točku 435, Dželatovo brdo. U konfuziji borbe jedna četa 9. Gurka regimente išla je maršrutom koja je zaobilazila Točku 236 i zauzela Točku 435 dok je napad 6. radžputanske na Točku 236 odbijen.
Do kraja dana 17. ožujka Gurke su držale Dželatovo brdo (230 m od opatije) u snazi od jednog bataljuna (iako su im rute snabdijevanja ugrožavali njemački položaji na Točki 236 i u sjevernom dijelu grada), a dok je grad još bio žestoko branjen, novozelandske postrojbe i tenkovi prošli su kroz suženje i zauzeli postaju. Ipak, Nijemci su i dalje bili u stanju pojačati postrojbe u gradu i vješto su "podvaljivali" snajperiste u dijelove grada za koje se pretpostavljalo da su očišćeni.:str. 149
Za 19. ožujka bio je planiran odlučujući napad na grad i opatiju, uključujući i iznenadni tenkovski napad 20. oklopne brigade koja se probijala duž tzv. Cavendisheve ceste od Caire do farme Albaneta (koju su inženjeri pripremili zaštićeni mrakom), a odatle dalje prema opatiji. Međutim, iznenadni i žestoki protunapad njemačke 1. padobranske divizije iz opatije na brdo s dvorcem uništio je bilo kakvu mogućnost za napad na opatiju s tog brda, kao i s Dželatovog, dok su tenkovi, koji nisu imali podršku pješaštva, onesposobljeni do popodneva.:str. 148-149  U gradu su napadači ostvarili slab napredak i inicijativa je općenito prešla na stranu Nijemaca, čiji su položaji u blizini brda s dvorcem, koje je bilo kapija za položaje na Samostanskom brdu, onemogućavali bilo kakav rani uspjeh Saveznika.
20. ožujka Freyberg je poslao dijelove 78. pješačke divizije u bitku kako bi, prvo, povećao broj vojnika u gradu kako se Nijemci ne bi ponovo infiltrirali u očišćena područja te, drugo, kako bi pojačao položaje na brdu s dvorcem kako bi dijelu postrojbi omogućio zatvoriti 2 rute između Samostanskog brda i točaka 175 i 165 koje su Nijemci koristili za dovođenje pojačanja za obranu grada.:str. 152-153  Saveznički zapovjednici osjećali su da su na rubu uspjeha dok se žestoka borba nastavila 21. ožujka. Ipak, branitelji su bili odlučni te je napad na Točku 445 s namjerom blokirati rutu za njemačka pojačanja propao "za dlaku", dok je u gradu napredovanje Saveznika išlo kuću po kuću.
23. ožujka Alexander se susreo sa zapovjednicima svojih postrojbi. Iznijeto je dosta mišljenja u vezi s mogućnošću pobjede, ali bilo je očito da su novozelandske i indijske divizije bile iscrpljene, došavši na izmak snage. Freyberg je bio uvjeren da se bitka ne može nastaviti i opozvao je napad.:str. 154  Njemačka 1. padobranska divizija, koju je Alexander nekoliko tjedana kasnije u razgovoru s generalom Kippenbergerom opisao kao "najbolju diviziju u njemačkoj vojsci":str. 215, pretrpjela je dosta gubitaka, ali je dobila bitku.

### Posljedice
Naredna 3 dana provedena su u stabiliziranju bojišnice i izvlačenju izoliranih Gurki s Dželatovog brda te detašmana 24. novozelandskog bataljuna koji je držao Tačku 202 u sličnoj izolaciji. Saveznički redovi su reorganizirani tako što su iscrpljena 4. indijska i 2 novozelandske divizije povučene, a zamijenile su ih britanska 78. divizija (u planinama) i 1. mehanizirana brigada (u gradu). Stožer Novozelandskog korpusa raspušten je 26. ožujka, a nadzor je preuzeo britanski XIII. korpus. Tijekom svog boravka na prvim linijama kod Cassina 4. indijska divizija izgubila je 3 000 ljudi, dok je Novozelandska imala 1 600 poginulih, ranjenih ili nestalih.:str. 194
I njemački branitelji platili su visoku cijenu. 23. ožujka u dnevniku njemačkog XIV. korpusa zabilježeno je da je snaga bataljunâ na prvim linijama varirala između 40 do 120 vojnika.:str. 158

## Četvrta bitka

### Alexanderova strategija
Strategija generala Alexandera u Italiji bila je "prisiliti neprijatelja u Italiji angažirati maksimum svojih snaga u vrijeme pokretanja napada preko La Manchea".:str. 221 Okolnosti su mu dale dovoljno vremena za pripremiti veliki napad kako bi postigao ovaj cilj. Njegov plan, koji je proistekao iz Juinove ideje da se zaobiđe područje oko Cassina i da postrojbe u planinama zauzmu Aurunci i tako prekinu Gustavovu liniju, bio je da se veći dio britanske 8. armije, pod zapovjedništvom general-poručnika Olivera Leesea, premjesti s jadranskog bojišta i priključi američkoj 5. armiji kako bi pokrenule napad duž 30-kilometarske bojišnice između Cassina i mora. 5. armija (američki II. korpus i Francuske ekspedicijske snage) bila bi lijevo, a 8. armija (XIII. korpus i 2. poljski korpus) desno. Dolaskom proljeća popravilo bi se i stanje terena i bilo bi moguće pripremiti velike formacije i tenkovske postrojbe.

### Planiranje i pripreme
Plan za Operaciju "Dijadema" bio je da američki II. korpus na lijevoj strani napadne uz obalu duž Autoceste 7 prema Rimu. Francuski korpus njemu zdesna napao bi s mostobrana na Gariglianu (koji je prvobitno formirao X. korpus u prvoj bici u siječnju) prema Aurunskim planinama, koje su predstavljale barijeru između ravnice uz obalu i doline Lirija. Na desnoj strani poljski II. korpus (3. i 5. divizija) pod zapovjedništvom generala Władysława Andersa, sastavljen većinom od vojnika koji su preživjeli prognanstvo u Sibir (mjera koju je SSSR proveo nakon što je zaposjeo Poljsku 1939.), olakšao je stanje 78. diviziji u planinama iza Cassina 24. travnja i pokušao bi izvesti zadatak koji je porazio 4. indijsku diviziju u veljači: izoliranje opatije i proboj oko nje u dolinu Lirija u pokušaju spajanja s probojem XIII. korpusa i stezanja položaja kod Cassina. S obzirom na to da je poljski II. korpus brojčano bio daleko jači od 4. indijske divizije, postojala je nada kako će uspjeti dovoljno zaposliti njemačke obrambene postrojbe kako ne bi mogle paljbom pružati podršku jedne drugima. Poboljšani vremenski uvjeti, uvjeti tla i zalihe također bi bili važni čimbenici. Još jednom, obuhvatni manevar poljskog i britanskog korpusa bio bi ključan za ukupni uspjeh. Kanadski I. korpus bio bi držan u pričuvi, spreman iskoristiti očekivani proboj. U trenutku kad njemačka 10. armija bude poražena američki VI. korpus probio bi se s linija na plaži kod Anzija kako bi odsjekao Nijemce koji se povlače u Albansko gorje.
Zbog veličine postrojbi, trebala su 2 mjeseca za njihovo prebacivanje na položaje. Postrojbe su se morale kretati u manjim formacijama kako bi se zadržali tajnost i čimbenik iznenađenja. Američka 36. divizija poslana je na obuku za vodozemni desant te su postavljeni putokazi i stvorena lažna radijska komunikacija kako bi se stvorio utisak da je planiran desant s mora sjeverno od Rima. Ovo je planirano kako bi se njemačke pričuvne postrojbe držale dalje od Gustavove linije. Kretanje postrojbi u područjima za napad bilo je ograničeno na noć, a oklopne postrojbe koje su se premještale s Jadranskog bojišta ostavljale su iza sebe lažne tenkove i vozila kako bi napuštena područja izgledala nepromijenjeno neprijateljskim izviđačima iz zraka. Varka je bila uspješna. Najkasnije do kraja drugog dana završne bitke kod Cassina Kesselring je procijenio da su Saveznici imali 6 divizija naspram njegove 4 na linijama oko Cassina. Zapravo ih je bilo 13.

### Bitka
Prvi napad na Cassino (11. – 12. svibnja) počeo je u 23:00 granatiranjem velikih razmjera iz 1 060 komada topničkog oružja na bojišnici 8. armije i još 600 na frontu 5. armije koje su izvršili Britanci, Amerikanci, Poljaci, Novozelanđani, Južnoafrikanci i Francuzi. Za sat i pol napad je bio u toku u svim sektorima. Po danjem svjetlu američki II. korpus postigao je malo napretka, ali su njihovi drugari iz 5. armije, Francuske ekspedicijske snage, ostvarile svoje ciljeve i u širokoj formaciji približavale su se 8. armiji zdesna u Aurunskim planinama, stežući njemačke položaje između dviju armija. Na bojišnici 8. armije XIII korpus izvršio je 2 jako osporena prijelaza preko Rapida (i to britanska 4. pješačka i indijska 8. pješačka divizija). Od presudne važnosti bilo je to što su do jutra inženjeri iz 8. indijske divizije generala Dudleya Russella uspjeli premostiti rijeku omogućivši tenkovima 1. kanadske oklopne brigade prijeći i pružiti vitalnu podršku (koja je tako nedostajala Amerikancima u prvoj i Novozelanđanima u drugoj bici) u odbijanju neizbježnih protunapada njemačkih tenkova koji će uslijediti.
U planinama iznad Cassina, prikladno nazvano Brdo kalvarije (Monte Calvario ili Kota 593 na Zmijskoj glavi) zauzeli su Poljaci, ali su ga odmah potom ponovo zauzeli njemački padobranci. Tri dana poljski napadi i njemački protunapadi nanosili su teške gubitke na objema stranama. Poljski 2. korpus izgubio je 281 časnika i još 3 503 vojnika u napadima na 4. padobransku regimentu pukovnika Ludwiga Heilmanna dok napad nije opozvan.  "Svega 800 Nijemaca uspjelo je odbiti napade dviju divizija", a područje oko planina pretvorilo se u "minijaturni Verdun". U rano jutro 12. svibnja poljske pješačke divizije naišle su na "tako razornu minobacačku, topničku i puščanu vatru da su vodeći bataljuni potpuno izbrisani".‬
Do popodneva 12. svibnja mostobrani na Rapidu su se povećavali usprkos žestokim protunapadima dok se osipanje postrojbi nastavilo na obali i u planinama. Do 13. svibnja pritisak je počeo ishodovati. Njemačko desno krilo počelo je popuštati pred 5. armijom. Francuski korpus zauzeo je Monte Maio i bio je u poziciji u dolini Lirija pružiti značajnu podršku s boka 8. armiji, protiv koje je Kesselring uporabio sve dostupne pričuvne postrojbe kako bi dobio na vremenu da se prebaci na drugi pripremljeni obrambeni položaj, Hitlerovu liniju, oko 13 km u pozadini. 14. svibnja marokanski gumijeri, idući kroz planine usporedno s dolinom Lirija, područjem koje je bilo nebranjeno jer se smatralo kako je nemoguće proći tim terenom, prišli su njemačkoj obrani s boka dok su pružali materijalnu podršku XIII. korpusu u dolini.
1943. godine gumijeri su bili kolonijalne postrojbe okupljene u 4 skupine marokanskih tabora (GMT). Svaka od njih sastojala se od 3 slobodnije organizirana tabora (otprilike ekvivalentna bataljunima) specijalizirana za planinsko ratovanje. Juinov Francuski ekspedicijski korpus činili su Zapovjedništvo marokanskih gumijera (KGM) (s 1, 3. i 4. GMT-om) generala Augustina Guillaumea s ukupno 7 800 vojnika, što je blizu snage jedne divizije, uz još 4 konvencionalnije divizije: 2. marokanska pješačka, 3. alžirska pješačka, 4. marokanska planinska i 1. divizija Slobodne Francuske.‬
15. svibnja britanska 78. divizija došla je iz pričuve na liniju XIII. korpusa prolazeći kroz divizije na mostobranima kako bi izvela zaokret i izolirala Cassino od doline Lirija. 17. svibnja poljski 2. korpus krenuo je u svoj drugi napad na Monte Cassino. Pod stalnom topničkom i minobacačkom vatrom sa snažno utvrđenih njemačkih položaja i s malo prirodnih zaklona koji bi bili zaštita, borba je bila svirepa i povremeno prsa u prsa. Pošto je savezničko napredovanje u dolini Lirija ugrožavalo njihovu rutu snabdijevanja, Nijemci su se odlučili povući s brda oko Cassina na nove obrambene položaje na Hitlerovoj liniji. U ranim satima 18. svibnja 78. divizija i 2. korpus povezali su se u dolini Lirija 3 km zapadno od Cassina. Na uzvišenjima iznad grada preživjeli iz drugog napada Poljaka bili su tako istrošeni da je "trebalo vremena za pronaći ljude s dovoljno snage popeti se nekoliko stotina metara do vrha". Jedna patrola 12. podoljske konjičke regimente konačno je došla do vrha i podigla poljsku zastavu iznad ruševina. Jedini ostatak obrambenih postrojbi bila je skupina od 30 njemačkih ranjenika koji se nisu mogli kretati. "Poljaci su, u svom drugom pokušaju, zauzeli Monte Cassino i put prema Rimu bio je otvoren". Na kraju rata Poljaci su "...s gorkim ponosom podigli spomen-obilježje na [padinama] planine".‬

## Posljedice

### Hitlerova linija
Postrojbe 8. armije napredovale su uz dolinu Lirija, a 5. armija uz obalu do Hitlerove linije (preimenovane u Sengerovu liniju na Hitlerovo insistiranje kako bi se minimizirao njen značaj u slučaju da bude probijena). Novi napad koji je uslijedio odmah zatim nije uspio, pa je 8. armija tada odlučila uzeti malo vremena kako bi se reorganizirala. Dopremanje 20 000 vozila i 2 000 tenkova kroz probijenu Gustavovu liniju bio je glavni zadatak, za čije je izvršenje trebalo nekoliko dana. Naredni napad počeo je 23. svibnja. Poljski 2. korpus napao je Piedimonte San Germano (koji je branila čuvena 1. padobranska divizija), a kanadska 1. pješačka divizija (tek pristigla kao pričuva 8. armije) krenula je u središte. 24. svibnja Kanađani su probili liniju i njihova 5. oklopna divizija nahrupila je kroz tu rupu. 25. svibnja Poljaci su zauzeli Piedimonte i linija je doživjela slom. Put za napredovanje prema sjeveru i Rimu i još dalje bio je čist.

### Proboj kod Anzija
Nakon što su Kanađani i Poljaci krenuli u napad 23. svibnja, general Lucian Truscott, koji je zamijenio general-poručnika Johna P. Lucasa na mjestu zapovjednika VI- korpusa, pokrenuo je račvasti napad koristeći 5 (3 američke i 2 britanske) od 7 divizija na mostobarnu u Anziju. 14. armija, koja se suočavala s ovim probojem, bila je bez ijedne oklopne divizije jer je Kesselring poslao tenkove na jug pomoći 10. armiji u borbama kod Cassina. Jedna jedina oklopna divizija, 23. oklopna, bila je sjeverno od Rima, gdje je očekivala nepostojeći desant s mora koji su Saveznici lažirali, tako da je bila nedostupna za borbu.

### Clark osvaja Rim, ali ne uspijeva zarobiti njemačku 10. armiju
Do 25. svibnja, nakon što se njemačka 10. armija u potpunosti počela povlačiti, VI. korpus krenuo je prema istoku, kako je i planirano, s namjerom odsjeći ju. Do sljedećeg dana bio bi s obiju strana rute za povlačenje i 10. armija, zajedno sa svim Kesselringovim postrojbama koje su joj bile poslane u pomoć, bila bi u zamci. U ovom trenutku, začuđujuće, general Clark naredio je Truscottu promijeniti svoju liniju napada sa sjeveroistočne, koja je išla prema Valmontoneu na Autocesti 6, na sjeverozapadnu, koja je vodila izravno prema Rimu. Razlozi za ovu Clarkovu odluku nisu razvidni i kontroverze okružuju cijelu stvar. Većina komentatora ukazuje na Clarkovu ambiciju biti prvi koji će ući u Rim iako neki sugeriraju da je razmišljao o tome da da potrebni odmor svojim umornim postrojbama (novi smjer napada zahtijevao je od njegovih postrojbi izvršiti frontalni napad na njemačke položaje na Cezarovoj liniji). Truscott je kasnije u svojim memoarima napisao kako se "Clark pribojavao da Britanci pripremaju nečasne planove kako bi oni prvi ušli u Rim":str. 356; ovo mišljenje donekle ima podršku i u samim Clarkovim zapisima. Međutim, Alexander je razvidno odredio granice među postrojbama prije bitke i Rim je dodijeljen 5. armiji. 8. armija stalno je podsjećana da je njen zadatak boriti se protiv 10. armije i uništiti ju što je više moguće, a zatim zaobići Rim i krenuti prema sjeveru (što je, zapravo, i učinila, potisnuvši 10. armiju oko 360 km prema Perugi u 6 tjedana).

U tom trenutku Truscott je bio šokiran. Zapisao je: 
 
Također je napisao: 
Prilika je zaista propuštena i 7 divizija 10. armije uspjele su se probiti do sljedeće obrambene linije, Trazimenske, gdje su se uspjele povezati s 14. armijom i zatim uz borbu povući do snažne Gotske linije sjeverno od Firence.
Rim je pao 4. lipnja 1944., samo 2 dana prije desanta na Normandiju.

## Odlikovanja
Za ovu bitku dodjeljivano je više odlikovanja. Postrojbe koje su sudjelovale u prvom dijelu kampanje dobile su odlikovanje "Casino I". Dodatna manja priznanja dodjeljivana su postrojbama koje su sudjelovale u posebnim zadacima tijekom prvog dijela. To su bila "Samostansko brdo", "Brdo s dvorcem" i "Dželatovo brdo". Postrojbe koje su sudjelovale u kasnijem dijelu bitke dobile su orden "Casino II". Svi članovi poljskih postrojbi primili su Komemorativni križ Monte Cassina.

## Gubici
Osvajanje Monte Cassina imalo je visoku cijenu. Saveznici su izgubili oko 55 000 vojnika, dok se njemački gubici procjenjuju na oko 20 000 poginulih i ranjenih. Ukupni gubici Saveznika tijekom četiriju bitaka kod Monte Cassina i desanta na Anzio, uključujući i osvajanje Rima nakon toga (4. lipnja 1944.), iznosili su preko 105 000 ljudi.

## Naslijeđe

### Evakuacija, blago i značenje
Tijekom bitaka drevna opatija na Monte Cassinu, gdje je sv. Benedikt uspostavio Pravilnik koji je upravljao monaštvom na zapadu, potpuno je uništena bombardiranjem i topničkom baražnom paljbom u veljači 1944.
Tijekom jeseni 1943. dva njemačka časnika, kapetan Maximilian Becker, kirurg u oklopnoj diviziji "Hermann Göring", i potpukovnik Julius Schlegel iz iste postrojbe predložili su premještanje vrijednih stvari iz opatije u Vatikan i u Anđeosku tvrđavu (koja je u posjedu Vatikana) prije no što se borbe približe. Oba časnika uvjerila su crkvene vlasti i vlastite nadređene koristiti kamione i gorivo njihove divizije kako bi se ovo premještanje izvršilo. Morali su naći potrebni materijal za kutije i sanduke, identificirati vješte stolare u vlastitim postrojbama, novačiti područnu radnu snagu (koja je dnevno kao plaću dobivala obroke hrane + 20 cigareta) i zatim rukovoditi "velikim evakuacijskim procesom centriranim oko knjižnice i pismohrane":str. 33, blaga koje "doslovno nema cijenu". U knjižnici, pismohrani i galeriji opatije nalazilo se "800 papinskih isprava, 20 500 svezaka u Staroj i 60 000 u Novoj, 500 inkunabula, 200 rukopisa na pergamentu, 100 000 drugih rukopisa i odvojenih zbirki". Prvi kamioni, sa slikama starih talijanskih majstora, bili su spremni za polazak za manje od tjedna nakon što su dr. Becker i Schlegel prvi put došli u Monte Cassino, neovisno jedan od drugog.:str. 35 Svako vozilo prevozilo je monahe u Rim kao pratnju; u preko 100 kamionskih tura konvoji su iz opatije prevezli skoro sve monahe.:str. 37 Cijeli posao završen je prvih dana studenog 1943. "U 3 tjedna, usred rata koji su gubili, u stranoj zemlji, to je bio priličan pothvat.":str. 37 Nakon mise u bazilici opat Gregorio Diamare formalno je predstavio potpisane pergamentne svitke na latinskom jeziku generalu Paulu Conrathu namijenjene Schlegelu i Beckeru za "spašavanje monaha i imovine opatije Monte Cassino".:str. 38 Nakon rata Schlegel je proveo 7 mjeseci u savezničkom zarobljeništvu pod sumnjom da je pljačkaš, ali je oslobođen nakon što su monasi opatije svjedočili u njegovu korist.
Monte Cassino i Cassino imaju različito značenje za nacije koje su bile sudionici bitke. Za zapadne saveznike spomenici i (nadgrobni) natpisi zazivaju Boga i domovinu i žrtvu i slobodu; za Poljake oni stoje kao "simbol nade za njihovu zemlju". Za Nijemce i njihove veterane značenje je potpuno drukčije. Monte Cassino "predstavlja hrabrost... njihovih vojnika koji su se branili od materijalne snage Saveznika", njihove brojčane nadmoći i jače vatrene moći, prethodnik događaja koji će uslijediti. "Borili su se s hrabrošću i velikom umjetnošću... Nijemci ovdje nisu imali mrlje od zločina niti je bilo ikakvog užasa koji su sami sebi učinili kao u Staljingradu":str. 242 i uspjeli su "spasiti blago Monte Cassina i muzeji i galerije u Napulju [stoje kao] stvari od naročitog ponosa".:str. 242 Nakon prvog savezničkog bombardiranja Napulja umjetnine i izlošci iz napuljske Nacionalne galerije i Arheološkog muzeja poslani su na čuvanje u Monte Cassino. U više od 200 zapečaćenih sanduka nalazilo se, između ostalih, 11 Tizianovih slika, 1 El Grecova i 2 Goyine.:str. 15

### Američki pogledi na bitku
Službeni stav američke vlade o bombardiranju Monte Cassina značajno se mijenjao u tijeku 25 godina. Podatke u vezi s postojanjem "nepobitnih dokaza" da se Nijemci koriste opatijom (u vojne svrhe) uklonio je iz službenih isprava 1961. šef Ureda za vojnu povijest. Isti ured dobio je pitanje Kongresa 20 godina nakon bitke, a istraga je proizvela izjavu: "Izgleda da, osim malog detašmana vojne policije, u opatiji zapravo nije bilo nikakvih njemačkih postrojbi" prije bombardiranja. Posljednja ispravka službenih isprava vojske SAD-a urađena je 1969. kad je zaključeno kako "njemačke postrojbe nisu bile zauzele opatiju".:str. 237

### Wojtek
U sklopu raznolikih postrojbi koje su sudjelovale u operacijama kod Monte Cassina vjerojatno je najneobičnija pojava bio medvjed iz Irana, nazvan Wojtek. Odgojila ga je i regrutirala 22. postrojba za topničku podršku poljskog II. korpusa, a tijekom borbi nosio je topničke projektile.

### Marocchinate
Dan nakon bitke, gumijeri, marokanske kolonijalne postrojbe u sklopu Francuskih ekspedicijskih snaga, divljački su nahrupili po okolnim brdima, pljačkajući naselja. Za neke od ovih neredovnih postrojbi navodi se kako su počinile zvjerstva nad talijanskim seoskim zajednicama na ovom području. U Italiji su žrtve ovih zločina nazvane Marocchinate (doslovno "marokanizirani", tj. ljudi koji su pretrpjeli djela koja su počinili Marokanci).

### Groblja i memorijalni centri
Odmah nakon prekida borbi kod Monte Cassina poljska vlada u izbjeglištvu (u Londonu) ustanovila je Komemorativni križ Monte Cassina u znak sjećanja na sudioništvo Poljaka u osvajanju ove strateške točke. Upravo je u ovom razdoblju poljski tekstopisac Feliks Konarski, koji je sudjelovao u bici, napisao vojnu pjesmu Crveni makovi na Monte Cassinu. Kasnije je sagrađeno i impozantno groblje, koje je vidljivo za bilo koga tko promatra područje iz obnovljene opatije.
U groblju Komisije Commonwealtha za ratne grobove na zapadnoj periferiji Cassina sahranjeni su britanski, novozelandski, kanadski, indijski i južnoafrički vojnici, kao i Gurke; Francuzi i Talijani zakopani su uz Autocestu 6 u dolini Lirija, a Amerikanci u Anziju. Njemačko groblje nalazi se oko 2 milje (3,2 km) sjeverno od Cassina u dolini Rapida.
2006. godine u Rimu je otkriven spomenik u čast savezničkih vojnika koji su se borili i poginuli kako bi oslobodili grad.

### Naengleskom
| - Atkinson, Rick. The Day of Battle: The War in Sicily and Italy, 1943-1944. Henry Holt. New York City. ISBN 0-8050-6289-0 - Blaxland, Gregory. 1979. Alexander's Generals (the Italian Campaign 1944-1945). William Kimber. London. ISBN 0-7183-0386-5 - Bloch, Herbert. 1979. The bombardment of Monte Cassino (February 14-16, 1944): A new appraisal. Tipografia Italo-orientale - Böhmler, Rudolf. 1964. Monte Cassino: a German View. Cassell. London. OCLC 2752844 - Clark, Lloyd. 2006. Anzio: The Friction of War. Italy and the Battle for Rome 1944. Headline Publishing. London. ISBN 978-0-7553-1420-1 - Davis, Norman. 1982. God's playground, volume II. Štamparija Sveučilišta Columbia. ISBN 0-231-05352-5 - d'Este, Carlo. 1991. Fatal Decision: Anzio and the Battle for Rome. Harper. New York. ISBN 0-06-015890-5 - Ellis, John. 2003. Cassino: The Hollow Victory: The Battle for Rome January–June 1944. Aurum Press. ISBN 1-85410-916-2 - Forty, George. 2004. Battle For Monte Cassino. Ian Allan Publishing. ISBN 0-7110-3024-3 - Gooderson, Ian. 2003. Cassino. Brassey's. London. ISBN 1-85753-324-0 - Hassel, Sven. 2003. Monte Cassino. Cassell Military Paperbacks. Cassel. ISBN 0-304-36632-3 - Hingston, W. G. 1946. The Tiger Triumphs: The Story of Three Great Divisions in Italy. HMSO for the Government of India. OCLC 29051302 - Katz, Robert. 2003. The Battle for Rome. Simon & Schuster. ISBN 978-0-7432-1642-5 - Krząstek, Tadeusz. 1984. Battle of Monte Cassino, 1944. Poljska agencija "Interpress" - Laurie, Clayton D. Revizija od 3. 10. 2003. [1994] Rome-Arno 1944. The U.S. Army Campaigns of World War II. Centar Armije SAD-a za vojnu povijest. Washington. ISBN 978-0-16-042085-6. CMH Pub 72-20. Inačica izvorne stranice arhivirana 20. travnja 2011. Pristupljeno 18. rujna 2013. CS1 održavanje: nepreporučeni parametar - origyear (pomoć); Provjerite vrijednost datuma u parametru: \|date= (pomoć) - Molony, Brigadier C. J. C.; with Flynn, Captain F. C. (R. N); Davies, Major-General H. L.; Gleave, Group Captain T. P. 2004. [1. izdanje HMSO:1973] Butler, Sir James (ur.). The Mediterranean and Middle East, Volume V: The Campaign in Sicily 1943 and The Campaign in Italy 3rd September 1943 to 31st March 1944. History of the Second World War, United Kingdom Military Series. Naval & Military Press. Uckfield (UK). ISBN 1-84574-069-6 CS1 održavanje: nepreporučeni parametar - origyear (pomoć) - Molony, Brigadier C. J. C.; with Flynn, Captain F. C. (R. N); Davies, Major-General H. L.; Gleave, Group Captain T. P. 2004. [1. izdanje HMSO:1984] Butler, Sir James (ur.). The Mediterranean and Middle East, Volume VI: Victory in the Mediterranean, Part 1 - 1st April to 4th June 1944. History of the Second World War, United Kingdom Military Series. Revidirao general sir William Jackson. Naval & Military Press. Uckfield. ISBN 1-84574-070-X CS1 održavanje: nepreporučeni parametar - origyear (pomoć) - Muhm, Gerhard: German Tactics in the Italian Campaign, https://web.archive.org/web/20070927070658/http://www.larchivio.org/xoom/gerhardmuhm2.htm - Olson, Lynne; Cloud, Stanley. 2003. A Question of Honor. Vintage. ISBN 0-375-72625-X - Parker, Matthew. 2004. Monte Cassino: The Hardest-Fought Battle of World War II. Doubleday. ISBN 0-385-50985-5 - Phillips, N. C. 1957. Italy Volume I: The Sangro to Cassino. Official History of New Zealand in the Second World War 1939–45. Ministarstvo unutrašnjih poslova, Sektor za ratnu povijest. Wellington, Novi Zeland. Inačica izvorne stranice arhivirana 17. studenoga 2007. Pristupljeno 28. studenoga 2007. - Piekalkiewicz, Janusz. 1987. Cassino: Anatomy of the Battle. Historical Times. ISBN 0-918678-32-3 - Roberts, Geoffrey. 1989. The Unholy Alliance. Stalin's Pact with Hitler. Štamparija Univerziteta Indiana - Sanford, George. 1999. Poland. The conquest of history. Hardwood academic publishers. ISBN 90-5702-346-6 - Simpson, Albert F. 1983. [1951] Chapter 10. Anzio. Craven, Wesley Frank; Cate, James Lea (ur.). Volume Three. Europe: Argument to V-E Day, January 1944 to May 1945. Section III - Italy. The Army Air Forces in World War II. Tiskarnica čikaškog sveučilišta u ime Ureda za povijest zračnih snaga. ISBN 978-0-912799-03-2. OCLC 314452493 CS1 održavanje: nepreporučeni parametar - origyear (pomoć) - Singh, Sarbans. 1993. Battle Honours of the Indian Army 1757-1971. Vision Books. New Delhi. ISBN 81-7094-115-6 | - Smith, Puk. Kenneth V. 1990?. Naples-Foggia 9 September 1943-21 January 1944. U.S. Army Campaigns of World War II. Centar Armije SAD-a za vojnu povijest. Washington. CMH Pub 72-17. Inačica izvorne stranice arhivirana 6. rujna 2016. Pristupljeno 18. rujna 2013. Provjerite vrijednost datuma u parametru: \|year= (pomoć) - Squire, G. L. A.; Hill, P. G. E. 1992. The Surreys in Italy. The Queen's Royal Surrey Regiment Museum. Clandon. - Stefancic, David. 2005. Armies in exile. Štamparija Univerziteta Columbia. ISBN 0-88033-565-3 - Vincent, Isabel. 1997. Hitler's silent partner. William Morrow - Whiting, Charles. 1974. Hunters from the Sky, The German Parachute Corps 1940-1945. Leo Cooper. London. OCLC 43073002 - François Lescel (2002), Fédération des Amicales Régimentaires et des Anciens Combattants website article no. 366 (ožujak 2002.) "Goumiers, Goums, Tabors" - Katri'el Ben-Arie. 1985. Die Schlacht bei Monte Cassino 1944. Rombach Verlag. Freiburg. ISBN 3-7930-0188-1 - Janusz Piekałkiewicz. 1997. Die Schlacht von Monte Cassino. Zwanzig Völker ringen um einen Berg. Bechtermünz Verlag. Augsburg. ISBN 3-86047-909-1 - Heinz Konsalik. 2004. Sie fielen vom Himmel. Kaiser. Klagenfurt. ISBN 3-7043-1329-7 - Gerhard Muhm, La tattica tedesca nella campagna d'Italia, in Linea gotica avamposto dei Balcani, a cura di Amedeo Montemaggi - Edizioni Civitas, Rim, 1993. - Dal Volturno a Cassino, Le vicende, i luoghi e gli uomini che hanno segnato gli otto mesi più sanguinosi della Campagna d'Italia. - Melchior Wańkowicz. 1993. Szkice spod Monte Cassino. Wiedza Powszechna. ISBN 83-214-0913-X - Melchior Wańkowicz. 1989. Bitwa o Monte Cassino. Wydawnictwa MON. Varšava. ISBN 83-11-07651-0 - Melchior Wańkowicz. 1990. Monte Cassino. PAX. Varšava. ISBN 83-211-1388-5 - Skupina autora. 2000. Monte Cassino: historia, ludzie, pamięć [Monte Cassino: history, people, memory] (poljski). Askon. ISBN 83-87545-25-2 - Skupina autora. 2004. Monte Cassino. Askon. Varšava. ISBN 83-87545-80-5 - Janusz Piekałkiewicz. 2003. Monte Cassino. Agencja Wydawnicza Morex. ISBN 83-7250-078-9 - Zbigniew Wawer. 1994. Monte Cassino 1944. Bellona. ISBN 83-11-08311-8 - Pjotra Sič. 1963. Сьмерць і салаўі (Smrt i slavuji) - Grupa autora. 2004. Беларусы ў бітве за Монтэ-Касіна. Беларускі кнігазбор. Minsk. ISBN 985-6730-76-7 |  |

## Vanjske poveznice
| - SMU's Fotografije Franka J. Davisa iz Drugog svjetskog rata koje sadrže 95 fotografija iz Italije, uključujući 28 fotografija snimljenih neposredno nakon Bitke za Monte Cassino - Ilustrirani članak o Bici za Monte Cassino Arhivirana inačica izvorne stranice od 11. lipnja 2008. (Wayback Machine) - Fondacija "Monte Cassino" Richarda Hartingera - Gospodari Monte Cassina, Borbe poljskog II. korpusa za samostan - Intervju s Josephom J. Mendittom, pješadincem u Bici za Monte Cassino iz projekta "Povijest veterana" Državnog univerziteta centralnog Connecticuta - Dal Volturno a Cassino - informacije o svim događajima vezanim za ovu bitku, uključujući i manje poznate | - "Eire Cut Off By Allies, 1944/04/06 (1944)", Internet Archive - "Advance on Rome, 1944/05/29 (1944)", inserti na Internet Archiveu - "Allies Close On Rome, 1944/06/01 (1944)", inserti na Internet Archiveu |  |